# JMicron
JMicron Technology Corporation (chiń. 智微科技) – tajwańskie przedsiębiorstwo elektroniczne. Zostało założone w 2001 roku, a swoją siedzibę ma w Xinzhu.
Zajmuje się tworzeniem układów scalonych. Portfolio przedsiębiorstwa obejmuje mostki USB-SATA, kontrolery do kamer i kontrolery Express Fast Ethernet.